# Iauko Group
Iauko Group ist eine politische Partei in Vanuatu.

## Geschichte
Die Partei wurde von Harry Iauko gegründet, nachdem er die Vanua’aku Pati vor den Wahlen 2012 verlassen hatte. Die Partei stellte sechs Kandidaten auf und gewann drei der 52 Sitze im Parlament: Tony Nari in Pentecost, Hosea Nevu in Santo und Iauko in Tanna. Iauko starb im Dezember 2012, aber die Nachwahl 2013 (Tanna by-election) konnte sein Sohn Pascal Iauko für sich entscheiden. Er verlor seinen Sitz im Parliament jedoch 2015 wieder, nachdem er wegen Bestechung verurteilt worden war.
Im Oktober 2013 vereinigte sich die Iauko Group unter der Führung von Tony Nari wieder mit der Vanua’aku Pati und schloss sich der Parlamentarischen Mehrheit von Premierminister Carcasses an. Die Partei wurde mit neuen Mitgliedern jedoch für die Wahlen 2016 neu gegründet.
2016 stellte die Partei acht Kandidaten und gewann vier Sitze; Nevu wurde in Santo wiedergewählt, Marc Ati wurde gewählt in Luganville, Jay Ngwele in Ambae (Aoba Island) und Kalo Pakoa Songi Lano in Tongoa.
Bei den Parlamentswahlen in Vanuatu 2020 konnte die Partei nur noch zwei Sitze im Parlament erringen.

## Wahlergebnisse
| Wahl      | Stimmen | %   | Mandate |
| --------- | ------- | --- | ------- |
| Wahl 2012 | 4.425   | 3,7 | 3 / 52  |
| Wahl 2016 | 4.979   | 4,4 | 4 / 52  |
| Wahl 2020 | 2.847   | 2,0 | 2 / 52  |
| Wahl 2022 | 8.093   | 6,1 | 3 / 52  |